# Андріс Слапіньш
Андріс Слапіньш (латис. Andris Slapiņš; 29 грудня 1949, Рига — 20 січня 1991, Рига) — латвійський кінооператор і режисер-документаліст.

## Біографія
Народився 29 грудня 1949 року в м. Ризі.
Закінчив операторський факультет ВДІКу з експериментальною спеціалізацією «кінооператор-журналіст» (1976, майстерня Романа Ільїна) з дипломною роботою «Пісні лівів», що стала першим фільмом про лівський народ з часів Другої світової війни.
З 1971 працював на Ризькій кіностудії асистентом оператора, потім оператором, з 1983 — режисером документального кіно. Брав участь в зйомках 18 документальних фільмів.
20 січня 1991, працюючи у складі знімальної групи Юріса Подніекса, знімав заворушення в центрі Риги і був убитий на місці в ході перестрілки за участю Ризького ОМОНу (ці кадри пізніше увійшли до фільму «Хресна дорога»). 

## Пам'ять

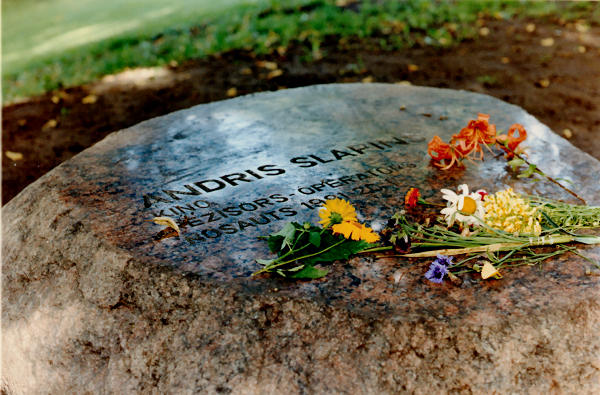
Пам'ятный знак на місті гибелі Андріса Слапіньша

Посмертно був удостоєний спеціального призу «За мужність кінодокументаліста» Міжнародного кінофестивалю «Послання до Людини» (1991).
Центр арктичних досліджень Національного музею природної історії у Вашингтоні в 1991 заснував Премію пам'яті Андріса Слапіньша за роботу кінодокументаліста, присвячену життю і культурі малих народів; премія була присуджена 10 разів.
Альбом «In Memoriam Andris Slapins» (1996) записало латвійське фрі-джазове тріо під керівництвом саксофоніста та композитора Егіла Страуме, який співпрацював зі Слапіньшем ще при створенні дипломного фільму «Пісні лівів».
Пам'яті Слапіньша присвятив свій перехід за маршрутом Рига-Стокгольм на віндсерфі відомий латвійський віндсерфер Едгар Терьохін.